# Phenacohelix ponsonbyi
Phenacohelix ponsonbyi är en snäckart som först beskrevs av Suter 1897.  Phenacohelix ponsonbyi ingår i släktet Phenacohelix och familjen Charopidae. Inga underarter finns listade i Catalogue of Life.